# Фекль, Маттиас
Маттиа́с Фекль (фр. Matthias Fekl; род. 4 октября 1977, Франкфурт-на-Майне) — французский политический и государственный деятель, министр внутренних дел (2017 год).

## Биография
Родился 4 октября 1977 года во Франкфурте-на-Майне (отец Фекля — немец, мать — француженка, он сохраняет двойное гражданство), окончил в Берлине французский лицей. В 1998 году окончил Высшую нормальную школу в Лионе, в 2003 году вступил в Социалистическую партию, окончил Институт политических исследований (Париж), позднее — Национальную школу администрации.
В 2003 году начал работать в аналитическом центре Московиси и Стросс-Кана «À gauche, en Europe».
В 2005—2010 годах работал в административном суде Парижа, затем — в аппарате лидера социалистической фракции Сената Жан-Пьера Беля (впоследствии Бель стал президентом Сената).

### Политическая карьера
В 2008 году избран в муниципальный совет Марманда и стал заместителем мэра.
В 2012 году избран в Национальное собрание Франции от 2-го округа департамента Ло и Гаронна, 4 октября 2014 года сдал депутатский мандат.
4 сентября 2014 года назначен статс-секретарём Министерства внешней торговли в правительстве Мануэля Вальса, отвечая также за развитие туризма во Франции и оказание поддержки французам за рубежом.
Участвовал в переговорах между Евросоюзом и США в рамках подготовки Трансатлантического торгового и инвестиционного партнёрства, проявил себя убеждённым сторонником подписания аналогичного соглашения с Канадой (Всеобъемлющее экономическое и торговое соглашение). В 2015 году в интервью изданию Sud Ouvest подверг критике ход переговоров с США, предъявив три основных претензии: недостаток открытости, вследствие чего американцы имеют доступ к большему количеству документов, чем европейцы; пренебрежительное отношение американской стороны к предложениям европейцев; возможность причинения серьёзного вреда французскому сельскому хозяйству вследствие подписания соглашения.
6 декабря 2016 года назначен в правительстве Казнёва статс-секретарём внешней торговли, развития туризма и по делам французов за рубежом.
В ходе президентской предвыборной кампании 2017 года входил в команду кандидата Социалистической партии Бенуа Амона.
21 марта 2017 года после скандальной отставки Брюно Ле Ру назначен министром внутренних дел Франции в правительстве Бернара Казнёва.
25 марта 2017 года Союз гвианских трудящихся проголосовал за объявление 27 марта всеобщей забастовки в Гвиане с требованием принять кардинальные меры к решению проблем в области здравоохранения, образования и экономики. Для переговоров была создана межминистерская комиссия, в состав которой, помимо Фекля, вошла министр заморских территорий Эрика Барейт. Вечером 26 марта они выпустили совместное заявление, осудив кандидатов в президенты Франции Фийона и Ле Пен за эксплуатацию темы этого социального конфликта в своих политических интересах.
17 мая 2017 года сформировано правительство Эдуара Филиппа, в котором портфель министра внутренних дел достался Жерару Коллону, а Фекль не получил никакого назначения.
8 июля 2017 года Национальный совет Социалистической партии в связи с отставкой первого секретаря Жана-Кристофа Камбаделиса после поражений социалистов на президентских и парламентских выборах принял решение об учреждении коллегиального руководства из 16 человек, в число которых вошёл Маттиас Фекль (7 апреля 2018 года первым секретарём партии был избран Оливье Фор).

### Возвращение в региональную политику
6 и 13 декабря 2015 года в Аквитании состоялись два тура выборов в региональный совет формируемой Новой Аквитании, объединившей бывшие регионы Аквитания, Лимузен и Пуату-Шаранта, по итогам которых Фекль вошёл в число 183 избранных депутатов.
26 февраля 2018 года единогласно избран председателем социалистической фракции регионального совета, насчитывающей 81 депутата.